# Hans Matheson
Pour les articles homonymes, voir Matheson.
Hans Matheson est un acteur écossais, né le 7 août 1975 à Stornoway (Écosse).

## Biographie
En 2008, il joue le rôle de l’archevêque de Canterbury, Thomas Cranmer, dans la série Les Tudors, aux côtés de Jonathan Rhys-Meyers ou encore Jeremy Northam, dans la saison 2. Bien que son nom soit cité à plusieurs reprises dans la saison 3, Cranmer n'apparaît pas.
En 2009, Matheson interprète le personnage de Lord Coward dans le Sherlock Holmes de Guy Ritchie, avec Robert Downey Jr., Jude Law et Mark Strong. En 2010, on peut le voir dans le remake du Choc des Titans de Louis Leterrier.

## Filmographie

### Cinéma
- 1996 : De la part de Stella, de Coky Giedroyc : Eddie
- 1997 : Mojo, de Jez Butterworth : Silver Johnny
- 1998 : Les Misérables, de Bille August : Marius
- 1998 : Still Crazy : De retour pour mettre le feu, de Brian Gibson : Luke Shand
- 1999 : Bodywork, de Gareth Rhys Jones : Virgil Guppy
- 2000 : Canone inverso, de Ricky Tognazzi : Jeno Varga
- 2002 : Dina, d'Ole Bornedal : Tomas
- 2002 : La Tranchée, de Michael J. Bassett : Jack Hawkstone
- 2006 : Half Light, de Craig Rosenberg : Angus McCulloch
- 2008 : Bathory de Juraj Jakubisko : Merisi Caravaggio
- 2009 : Sherlock Holmes, de Guy Ritchie : Lord Coward
- 2010 : Le Choc des Titans, de Louis Leterrier : Ixas
- 2013 : The Christmas Candle de John Stephenson : David Richmond
- 2014 : 300 : La Naissance d'un empire de Noam Murro : Aesyklos

### Télévision
- 1995 : The Bill (1984-2010), série créée par Geoff McQueen : Lee
- 1996 : Bramwell, mini-série créée par Harriet Davison, Lucy Gannon et Tim Whitby : Frederick Hackett
- 1996 : Wycliffe, série créée par W. J. Burley d'après ses romans : Gary Creed
- 1996 : Christmas, téléfilm de Marc Munden : Manny
- 1996 : Poldark, téléfilm de Richard Laxton : Ben Carter
- 1997 : Family Money, série : Jake
- 1999 : Tube Tales, segment Steal Away de Charles McDougall
- 2001 : Les Brumes d'Avalon, téléfilm d'Uli Edel : Mordred
- 2002 : Docteur Jivago, téléfilm de Giacomo Campiotti : Youri Jivago
- 2004 : Comfortably Numb, téléfilm de Leo Regan : Jake
- 2004 : Imperium : Nerone, mini-série de Paul Marcus : Néron
- 2005 : The Virgin Queen, mini-série de Coky Gedrovc : Robert Devereux, 2e comte d'Essex
- 2008 : Les Tudors (2007-2010), série créée par Michael Hirst : l’archevêque Thomas Cranmer
- 2008 : Tess of the D'Urbervilles, mini-série de David Nicholls : Alec D'Urberville
- 2016 : Jéricho (UK), série créée par Steve Thompson: Johnny Jackson